# Frankenstein
För andra betydelser, se Frankenstein (olika betydelser).

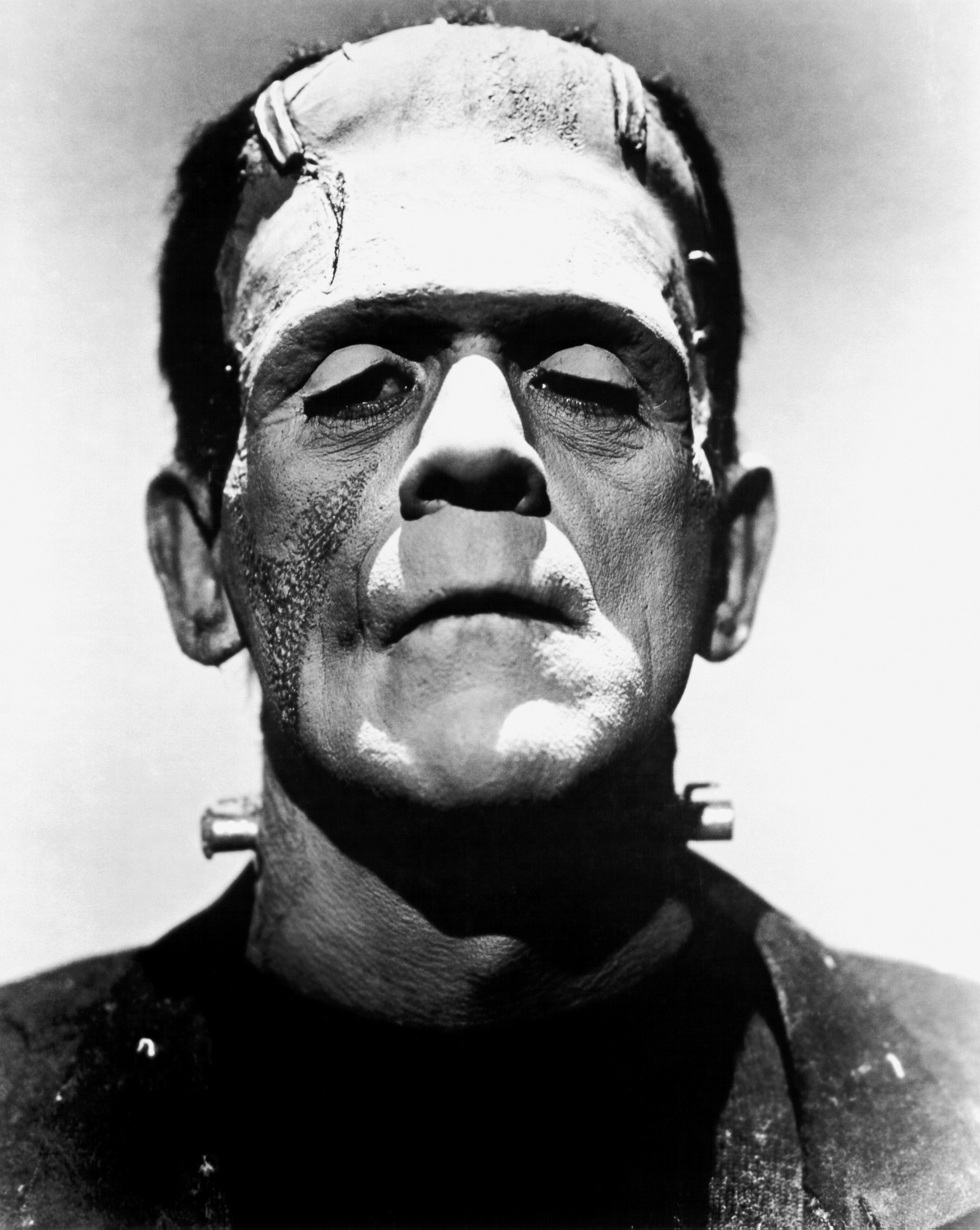
Boris Karloff spelade monstret i 1931 års filmatisering med uppföljare (här stillbild från Frankensteins brud).

Frankenstein (egentligen Frankenstein: eller den moderne Prometeus, i tidigare översättning Frankenstein, eller den moderne Prometheus; originaltitel Frankenstein; or, The Modern Prometheus) är en skräckroman skriven av Mary Wollstonecraft Shelley, utgiven 1818. Vissa kritiker betraktar den som den första science fiction-romanen.

## Bakgrund
Frankenstein är skriven av Mary Wollstonecraft Shelley. Shelley föddes den 30 augusti 1797 i Somers Town, England. Hennes föräldrar, William Godwin och Mary Wollstonecraft, var välkända författare.
Under en vistelse i Schweiz 1816 började hon skriva på Frankenstein, eller den moderne Prometheus. Inspirationen till boken hämtade hon ur nattliga samtal med sin make poeten Percy Bysshe Shelley och med Lord Byron om skräckgenren.

## Innehåll

### Handling
Victor Frankenstein åker till Ingolstadt för att studera. Väl där fastnar han för naturvetenskapen och framför allt för kemin. Han läser alla böcker han kan komma över och går på alla föreläsningar inom ämnet. Han intresserar sig även för förlegade läror som Cornelius Agrippa och Paracelsus. Till slut är det en sak som särskilt intresserar honom - kroppens uppbyggnad och varifrån livets principer utgår. Han studerar anatomi och intresserar sig för döden för att på så sätt få svar om livets uppkomst. 
Efter en tid finner han att han är benägen att skänka liv åt döda ting och bestämmer sig för att skapa en egen varelse från död materia. Detta visar sig dock inte vara alltför lyckat. Frankenstein tänker inte igenom de konsekvenser hans handlande kan få och när monstret till slut får liv blir Frankenstein så uppjagad av detta faktum att han flyr platsen. När han kommer tillbaka är monstret borta. Monstret vandrar sedan ensam omkring och försöker lära känna människorna och deras vanor. Men hans utseende skrämmer folk och han möts därför med hat och rädsla vartän han vänder sig. Han får stora hämndbegär och väljer att rikta dessa mot sin skapare, Frankenstein.

### Uppbyggnad
Berättelsen är uppbyggd av tre delar.  Monstrets egen berättelse om sitt liv efter att hans skapare övergivit honom bildar en kärna i romanen. Den omges av Victor Frankensteins skildring, som i sin tur återges av polarforskaren Robert Walton, som träffar Frankenstein under sin resa till Nordpolen.

### Tema
Romanen bär titeln Frankenstein eller den moderne Prometheus. Prometheus var i den grekiska mytologin den som stal elden av gudarna och gav den till människorna. Straffet för detta gudatrots blir att Prometheus ådrar sig och mänskligheten gudarnas vrede. Parallellen stämmer överens med berättelsen om Frankenstein. Det är Frankenstein själv som agerar Prometheus genom att härska över liv och död, något bara gudarna hittills kunnat göra. Shelley ställer frågan om människan genom vetenskapen bör försöka bemästra eller avstå från att härska över naturen. Det är möjligen en uppgift som är alltför stor att anförtro människan. Troligtvis skrev Shelley denna bok i polemik med upplysningens idéer, där man ville experimentera med allt och förstå alla element i naturen. En alternativ tolkning är tvärtom att Shelley är trogen de upplysningsideal hon delade med både sina föräldrar, Percy Bysshe Shelley och lord Byron, och menade att Frankenstein var framgångsrik i sin strävan att skapa liv så länge han agerade strikt förnuftsmässigt, men att han därefter omintetgjorde sin skapelse genom att enbart utifrån dess fysiska gestalt bemöta den med grundlöst hat.
Boken handlar också om hur mänskligheten bemöter den främmande. Monstret, i vilket Frankenstein ingjuter liv, är först en god kraft, men blir ond på grund av hur hans skapare och människorna behandlar honom. "Hela byn kom på fötter, somliga flydde, andra anföll mig, tills jag, svårt sårad av stenar och andra kastvapen, flydde ut på öppna landet, och ängsligt sökte skydd i en usel koja som var helt tom och tedde sig eländig efter de palats jag skådat i byn" (sidan 103).

## Utgivning och bearbetningar

### Utgåvor
Romanen utgavs ursprungligen anonymt 1818 och i nytryck 1823. En reviderad utgåva publicerades 1831 med en introduktion av Shelley.
Boken kommer fortfarande ut i nya upplagor (både baserade på 1818 och 1831 års versioner) och översättningar och har filmatiserats flera gånger. Det finns även versioner av berättelsen för barn. Nedan finns ett urval av utgåvor på svenska.
- Frankenstein, 1959 (översättning av Monica Stolpe)
- Frankenstein, 1982 (översättning av Anna Pyk, ill. av Nino Carbe)
- Frankenstein, 1994 (nyutgåva, Klassikerförlaget, översättning av Anna Pyk)
- Frankenstein, 1994, lättläst (översättning och bearbetning av Gerd Karin Nordlund, ill. av Eva Ede)
- Frankenstein i fri bearbetning av Mary Shelleys roman, 2005, Barnens klassiker (bearbetning av Gertrud Malmberg, ill. av Lars Oluf Kolsrud)
- Frankenstein, 2008 (Översättning Måns Winberg, Bakhåll)

### Filmatiseringar av boken i urval
- 1910 – Frankenstein, kortfilm, ansågs vara en förlorad film i många år, men hittades av filmsamlaren Alois F. Dettlaff.
- 1931 – Frankenstein av James Whale
- 1959 – Frankensteins förbannelse av Terence Fisher
- 1977 – Victor Frankenstein (även Terror of Frankenstein) av Calvin Floyd
- 1994 – Frankenstein av Kenneth Branagh
- 2004 – Frankenstein (miniserie)

Hyllningsfilm till Frankensteinfilmerna:
- 1974 – Det våras för Frankenstein av Mel Brooks

### Datorspel i urval
- Frankenstein: Through the Eyes of the Monster